# Richard Naylor
Richard Alan Naylor (Leeds, Inglaterra, 28 de febrero de 1977) es un futbolista inglés, se desempeña como defensa y actualmente juega en el Doncaster Rovers.

## Clubes
| Club             | País       | Año         |
| ---------------- | ---------- | ----------- |
| Ipswich Town FC  | Inglaterra | 1995 - 2002 |
| Millwall FC      | Inglaterra | 2002        |
| Barnsley FC      | Inglaterra | 2002        |
| Ipswich Town FC  | Inglaterra | 2002 - 2009 |
| Leeds United FC  | Inglaterra | 2009 - 2011 |
| Doncaster Rovers | Inglaterra | 2011 -      |

- Datos: Q526086
- Multimedia: Richard Naylor / Q526086